# Lillian Crott Berthung
Lillian Crott Berthung (* 20. August 1922 in Harstad; † 29. Dezember 2021 in Mülheim) war eine norwegische Übersetzerin und Autorin.

## Werdegang
Lillian Berthung lernte 1942 Helmut Crott, ihren späteren Ehemann, einen deutschen Besatzungssoldaten, kennen. Sie folgte ihm 1947 nach Deutschland – er konnte bereits ein Jahr vorher zurückkehren. Dort arbeitete sie als Übersetzerin und Dolmetscherin. 1989 erschien ihr Gedichtband Det var en gang et lite sted. Außerdem schrieb sie Erzählungen für die Tageszeitung Harstad Tidende.
Als ihr Mann, der nie über seine Familiengeschichte sprechen wollte, im Jahr 2009 starb, begann sie gemeinsam mit ihrer Tochter Randi die Geschichte seiner, auch jüdischen, Familie zu erforschen und niederzuschreiben. Das Buch Erzähl es niemandem! Die Liebesgeschichte meiner Eltern erschien im Frühjahr 2012. Es hielt sich 14 Wochen in der Bestsellerliste von Buchreport.

## Werke
- Harstad Det var en gang et lite sted. Zeichnungen von J. Norodd Jørgensen. 1989
- mit Randi Crott: Erzähl es niemandem! Die Liebesgeschichte meiner Eltern. DuMont Buchverlag, Köln 2012, ISBN 978-3-8321-9640-0.